# АКС-74
АКС-74 (Індекс ГРАУ — 6П21) (рос. 5,45-мм автомат Калашникова со складывающимся вбок металлическим прикладом) — 5,45-мм автомат Калашникова зразка 1974 року, варіант АК-74 з можливістю складати вбік металевий приклад. Створений спеціально для повітрянодесантних військ СРСР. Використовує малоімпульсний набій калібру 5,45×39 мм.

## Модифікації
- АКС-74Н — 5,45-мм автомат Калашникова зразка 1974 року із складаним прикладом і планкою для кріплення прицілу нічного бачення НСПУ.
- АКС-74Н2 — 5,45-мм автомат Калашникова зразка 1974 року із складаним прикладом і планкою для кріплення прицілу нічного бачення НСПУМ.
- АКС-74У — 5,45-мм автомат Калашникова зразка 1974 року із складаним прикладом і вкороченою довжиною ствола.
- АКС-74М - 5,45-мм автомат Калашникова зразка 1974 року із складаним прикладом і пластиковою цівкою.

## Відео
- Обзор ММГ АКС-74 [Архівовано 5 грудня 2015 у Wayback Machine.]